# Світівщина
Світі́вщина —  село в Україні, в Сумській області, Роменському районі. Населення становить 32 особи. Входить до складу Андріяшівської сільської громади. До 2020 орган місцевого самоврядування - Анастасівська сільська рада.

## Географія
Село Світівщина розташоване між селами Левондівка та Попівщина (1,5 км).
По селу тече струмок, що пересихає.

## Історія
Село постраждало внаслідок геноциду українського народу, проведеного урядом СРСР 1923-1933 та 1946-1947 роках.